# Lieutenance générale de Louis-Philippe d'Orléans

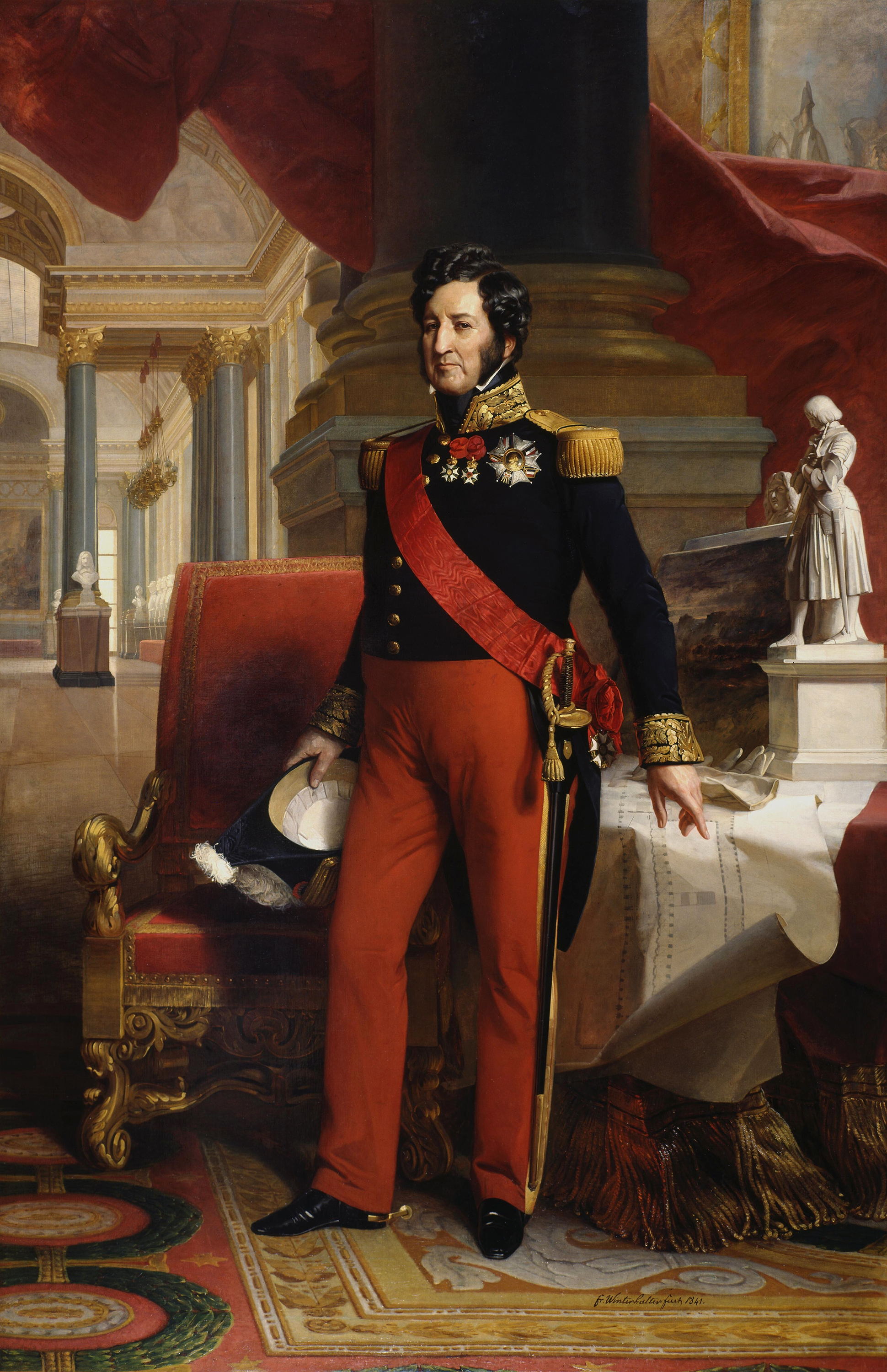
Le duc d’Orléans.

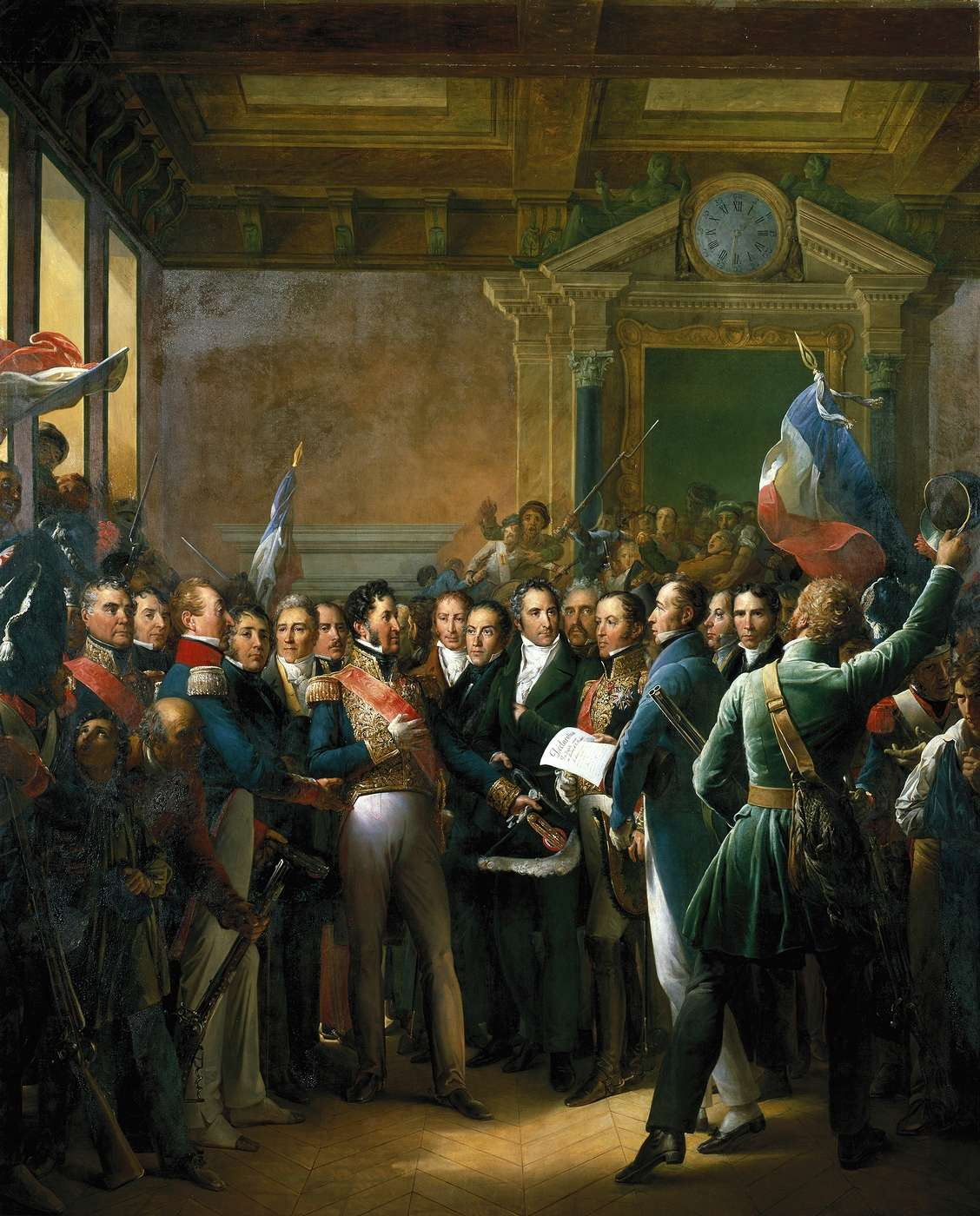
Lecture à l'hôtel de ville de Paris de la déclaration des députés et de la proclamation du duc d'Orléans, lieutenant général du royaume (31 juillet 1830), François Gérard (1770–1837), 1836, Musée de l'Histoire de France (Versailles).

La lieutenance générale de Louis-Philippe d’Orléans est une période de l’histoire de France se déroulant du 31 juillet au 9 août 1830, à la suite de la révolution de Juillet. Le duc d’Orléans exerce alors le pouvoir avec le titre de « Lieutenant général du royaume. »
Rien n'ayant été prévu, commence alors une course entre différentes idées de successeur. Certains hurlent le nom de Napoléon, d'autres avancent aux cris de la République, dont La Fayette serait l'espoir, mais ces deux solutions font peur. Aussi, bien que les Bourbons semblent définitivement ne plus avoir d'avenir, d'autres, tel que Thiers, sont partisans d'une alternative royaliste orléaniste, en faveur du duc d’Orléans, assez populaire, et la France hésite.

## Abdication de Charles X
Le troisième et dernier jour de l'insurrection, le 29 juillet 1830, Charles X cède aux insurgés : il renvoie le ministre Polignac, et nomme le duc de Mortemart, un modéré, comme chef du gouvernement. Mais lorsque celui-ci arrive face aux révolutionnaires, le 30, il est déjà trop tard : Charles X est déchu, et la commission municipale, devenue gouvernement provisoire annonce déjà que « Charles X a cessé de régner sur la France ».
Le 2 août, Charles X, retiré à Rambouillet, abdique, et convainc son fils — le dauphin — de contresigner cette abdication. Il confie à son cousin le duc d’Orléans la tâche d’annoncer que son abdication se fait donc au profit de son petit-fils le duc de Bordeaux (futur « comte de Chambord »), faisant du duc d’Orléans le régent (cf. « Abdication de Charles X »).

## L'hésitation
Différentes solutions institutionnelles sont envisagées ou proposées par des acteurs politiques.
La première tendance est le respect de la déclaration d'abdication de Charles X. Elle est soutenue par le chef de gouvernement désigné, le duc de Mortemart. Il envisage que la régence du royaume soit confiée au duc d'Orléans, ce que ce dernier accepte dans un premier temps.
De leur côté, 89 députés soutiennent la désignation du duc d'Orléans comme lieutenant général du royaume, à l'initiative d'Alexandre Méchin.
Thiers, comme beaucoup de députés, ne croit pas que l’instauration d’un régime républicain stable soit possible : il va tout faire alors, avec d’autres tels que Mignet, pour doubler les républicains sur la ligne, en faveur de la cause orléaniste. Il fait placarder dans Paris la célèbre affiche de Thiers-Mignet :
« Charles X ne peut plus rentrer dans Paris, il a fait couler le sang du peuple. La république nous exposerait à d’affreuses divisions, elle nous brouillerait avec l’Europe. Le duc d’Orléans est un prince dévoué à la cause de la Révolution (…) Le duc d’Orléans était à Jemmapes, a porté au feu les couleurs tricolores (…) Il accepte la Charte comme nous l’avons toujours voulue et entendue. C’est du peuple français qu’il tiendra sa couronne. »
Installés à l'hôtel de ville de Paris autour de François Mauguin et d'Ulysse Trélat, les partisans de la République envisagent que le nouveau gouvernement soit dirigé par La Fayette.
Un courant bonapartiste mené par Évariste Dumoulin rétablirait volontiers l'Empire.

## La situation au soir du 31 juillet 1830
Le 31 juillet 1830, les députés libéraux présents dans la capitale sont parvenus, avec la complicité de La Fayette, à dompter l'insurrection républicaine qui avait chassé Charles X et s'était rendue maîtresse de la capitale, en proclamant Louis-Philippe d'Orléans lieutenant général du royaume.
En France, le titre de lieutenant général du royaume a été attribué, à de rares périodes de l'histoire, à des princes qui ont exercé l'autorité royale en cas d'absence ou d'empêchement du roi légitime. Ainsi, lors de la Première Restauration en 1814, le comte d'Artois, qui avait précédé Louis XVIII à Paris, avait-il pris le titre de lieutenant général du royaume. Au sortir des journées de juillet, la formule est choisie car elle n'insulte pas l'avenir. En évitant de dire de qui Louis-Philippe tient ses pouvoirs – de Charles X ? de la Chambre des députés ? – on évite aussi d'entrer trop vite dans des querelles d'ordre constitutionnel pour s'accorder sur ce qui, à cet instant, apparaît comme le plus grand dénominateur commun entre factions rivales et aspirations contradictoires : la personne de Louis-Philippe.

## La consolidation de l'orléanisme (1er-2 août 1830)
Le dimanche 1er et le lundi 2 août 1830, Louis-Philippe va d'abord s'attacher à consolider son pouvoir en éliminant définitivement les menaces républicaine et légitimiste.

### L'élimination de la menace républicaine

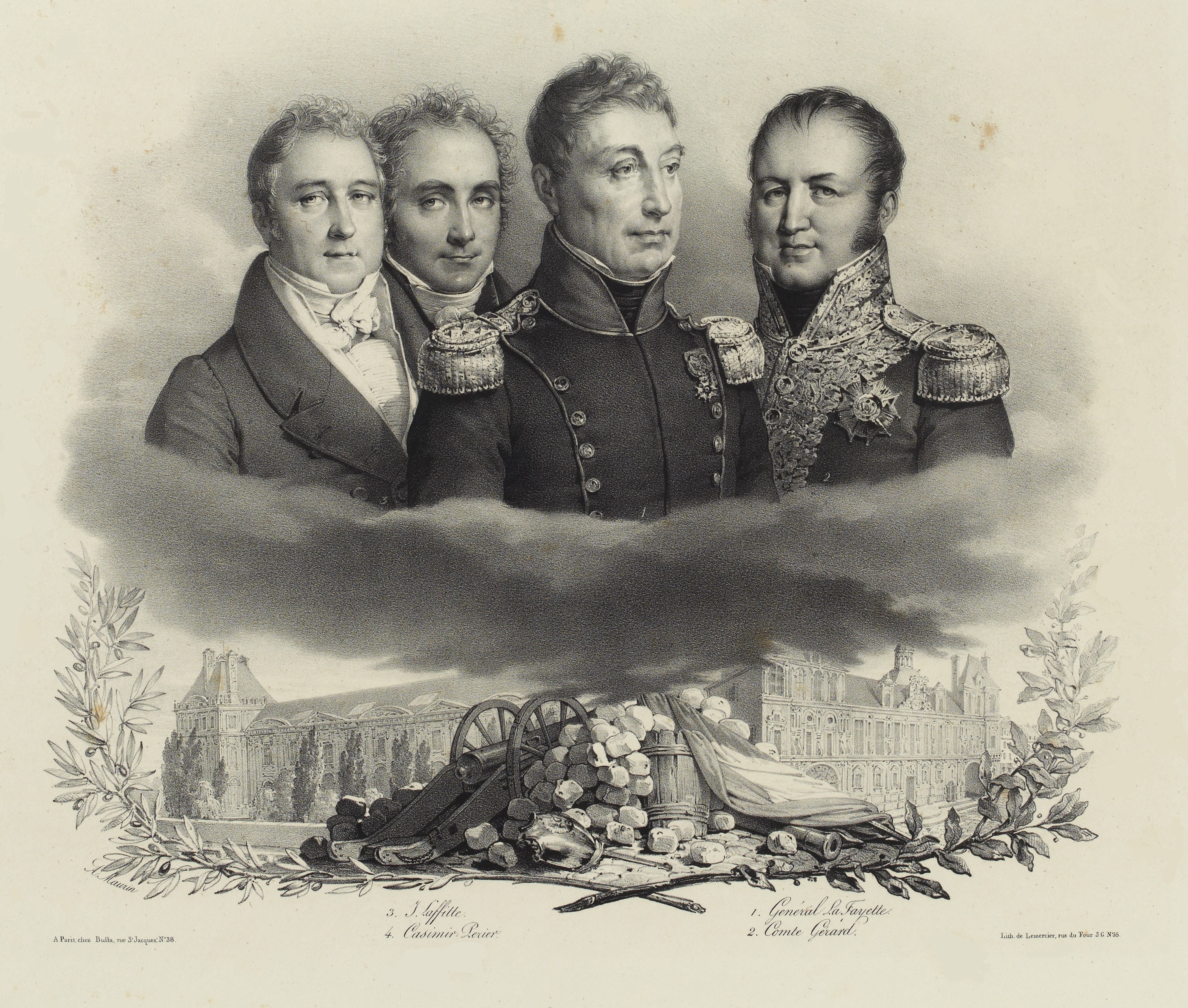
Le général La Fayette, Jacques Laffitte, Casimir Perier et le comte Gérard, membres de la Commission municipale et constitutionnelle en 1830. Gravure anonyme.

À l'Hôtel de ville, quartier général des républicains, une partie des insurgés ont le sentiment que La Fayette s'est laissé manœuvrer en acceptant la déclaration des députés appelant Louis-Philippe à la lieutenance générale, rédigée en termes vagues et comportant peu de garanties pour les libertés. Aussi le vieux général se rend-il dès le 1er août au Palais-Royal, accompagné de la commission municipale provisoire qui s'était installée le 29 juillet à l'Hôtel de ville, pour remettre les pouvoirs de celle-ci au lieutenant général et obtenir de lui des garanties plus claires.
La Fayette déclare au duc d'Orléans qu'il souhaite « un trône populaire entouré d'institutions républicaines », et Louis-Philippe répond que « c'est bien ainsi qu'il l'entend », ce qui ne l'engage pas à grand-chose. Aussi l'entrevue, vague et ambiguë, donnera-t-elle lieu à de durables malentendus. La Fayette prétendra n'avoir jamais dit que « la monarchie constitutionnelle était la meilleure des républiques », formule qui lui sera longtemps reprochée ; Louis-Philippe, de son côté, niera avoir jamais adhéré à un quelconque « programme de l'Hôtel de ville » que ses adversaires l'accuseront de trahir.
La commission municipale provisoire avait nommé un gouvernement le 31, au moment où elle sentait le pouvoir lui échapper.
Louis-Philippe fait mine d'ignorer ces nominations et nomme lui-même, le 1er août, un ministère provisoire. Mais, habilement, et pour éviter de paraître défier les républicains, il confirme quasiment toutes les nominations décidées par la commission municipale, à l'exception de Guizot, qu'il promeut de l'Instruction publique à l'Intérieur, évinçant ainsi le duc de Broglie, dont il n'aime pas les airs de supériorité. Mais il affecte de lui donner une promotion en constituant un conseil du gouvernement dans lequel le duc entre aux côtés de Casimir Perier, André Dupin, Jacques Laffitte, Mathieu Louis Molé et du général Sébastiani.
À la préfecture de police, poste capital en cette période de troubles, Louis-Philippe révoque immédiatement Nicolas Bavoux, professeur de droit d'extrême gauche qui avait été nommé par la commission municipale, et le remplace par un haut magistrat, le baron Girod de l'Ain. Les 2 et 3 août, il nomme également le baron Tupinier ministre de la Marine et des Colonies par intérim, le maréchal Jourdan ministre des Affaires étrangères, le baron Bignon ministre de l'Instruction publique. Entre le 2 et le 5, furent également nommées des fournées de procureurs généraux, avocats généraux, doyens de facultés et préfets pour épurer la haute administration et la magistrature.
Le 1er août 1830, une ordonnance rétablit officiellement la cocarde tricolore en remplacement de la cocarde blanche. Une autre ordonnance convoque les chambres pour le 3 août, c'est-à-dire la date qui avait été prévue pour leur réunion avant l'intervention des ordonnances de Saint-Cloud. Le 3 août, une ordonnance prescrit que la justice sera rendue au nom de « Louis-Philippe d'Orléans, duc d'Orléans, lieutenant général du royaume ».

### La disqualification de Charles X
Après avoir quitté le château de Saint-Cloud dans la nuit du 30 au 31 juillet, Charles X a passé la journée au Grand Trianon avant de se mettre en route pour le château de Rambouillet, où il est arrivé dans la nuit du 31 juillet au 1er août. Au matin, il y reçoit la visite de l'ambassadeur du Royaume-Uni, sir Charles Stuart, sans doute venu lui conseiller d'entériner la désignation du duc d'Orléans comme lieutenant général. Il reçoit également le colonel de Berthois, aide de camp du duc d'Orléans, qui lui affirme que La Fayette et ses troupes vont marcher sur Rambouillet et s'emparer de lui dès le lendemain.
Alors que ses entours lui conseillent la résistance, Charles X prend tout le monde à contre-pied en annonçant qu'il a décidé de nommer le duc d'Orléans lieutenant général du royaume : 
« M. le duc d'Orléans est à Paris, dit-il, les rebelles l'ont déjà nommé lieutenant général du royaume. Il est possible qu'en le nommant moi-même, je fasse à son honneur un appel auquel il ne sera pas tout à fait insensible. Il est possible également que cette démarche l'oblige à renoncer à ses projets coupables. Ma confiance peut le compromettre et le forcer ainsi à défendre les intérêts de la couronne. [...] Je ne veux pas tomber entre les mains de La Fayette. [Le duc d'Orléans] vient de me faire dire par un homme qui s'est donné comme son aide de camp que, demain, à la tête de la population de Paris, [La Fayette] se rendrait ici pour s'emparer de moi et de ma famille. »
Le général-comte Alexandre de Girardin porte au Palais-Royal l'acte signé du roi, qu'il remet au duc d'Orléans le 2 août à l'aube :
« Le roi, voulant mettre fin aux troubles qui existent dans la capitale et dans une autre partie de la France, comptant d'ailleurs sur le sincère attachement de son cousin, le duc d'Orléans, le nomme lieutenant général du royaume. Le roi ayant jugé convenable de retirer ses ordonnances du 25 juillet, approuve que les chambres se réunissent le 3 août, et il peut espérer qu'elles rétabliront la tranquillité de la France. Le roi attendra ici le retour de la personne chargée de porter à Paris cette déclaration. Si l'on cherchait à attenter à la vie du roi et de sa famille, ou à sa liberté, il se défendrait jusqu'à la mort. »
Au reçu de cette lettre, Louis-Philippe envoie le colonel de Berthois auprès du général de Girardin, porteur d'une réponse qu'il a ordre de lire sans la remettre :
« Mgr le duc d'Orléans a reçu avec respect ce que M. de Girardin lui a remis de la part du roi et il en a été bien ému. Il est heureux que le roi rende justice à son attachement. Mais l'état des choses est tel qu'il lui serait impossible de faire aucune autre réponse sans compromettre ses intérêts les plus chers. Il désire vivement être utile au roi, voit avec une douleur inexprimable la position où se trouve le roi, ainsi que les princes et princesses qui l'accompagnent, et ne cessera de faire tous les efforts qui pourraient être en son pouvoir pour les préserver de tout danger. Il prie M. de Girardin de demander au roi de lui faire savoir dans le plus bref délai quelles seraient les mesures qu'il pourrait prendre pour le préserver des dangers qui les menacent. »
En termes contournés, la lettre signifie que Louis-Philippe refuse la lieutenance générale que lui offre Charles X parce qu'il l'a déjà reçue des députés. Implicitement, il considère que le règne de Charles X est terminé. C'est ce que confirme Berthois à Girardin en commentant ce point de la lettre : sur la lieutenance générale du royaume, le duc d'Orléans, dit-il, a répondu à l'Hôtel de ville l'avant-veille et il n'a rien à ajouter à cette réponse.
Le jour même, Louis-Philippe a envoyé au Havre le capitaine de vaisseau Dumont d'Urville avec l'ordre d'affréter les deux plus grands paquebots américains qu'il pourrait trouver et de les conduire à Cherbourg. Le préfet maritime de Cherbourg est destinataire d'une dépêche secrète qui lui indique la destination des paquebots et lui recommande que « S.M. le roi Charles X et sa famille soient environnés des marques du plus grand respect tant à Cherbourg qu'à bord des bâtiments ». Enfin, Louis-Philippe a désigné les commissaires chargés d'accompagner le roi sur le chemin de l'exil : Odilon Barrot, le maréchal Maison, Auguste de Schonen et le duc de Coigny.

### La neutralisation d'«Henri V»

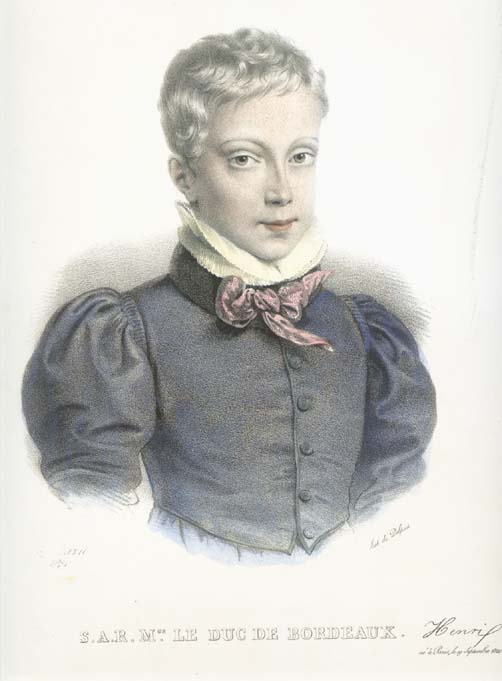
Le duc de Bordeaux.

Rentré à Rambouillet, le général de Girardin rapporte à Charles X la réponse de Louis-Philippe. Sur le conseil de Marmont, le roi va tenter une dernière manœuvre en abdiquant au profit de son petit-fils pour essayer de sauver la dynastie. Dans l'après-midi du 2 août, il adresse au duc d'Orléans la lettre suivante :
« Mon cousin,
Je suis trop profondément peiné des maux qui affligent ou qui pourraient menacer mes peuples pour n'avoir pas cherché un moyen de les prévenir. J'ai donc pris la résolution d'abdiquer la couronne en faveur de mon petit-fils le duc de Bordeaux. Le Dauphin, qui partage mes sentiments, renonce aussi à ses droits en faveur de son neveu.
Vous aurez donc, en votre qualité de lieutenant général du royaume, à faire proclamer l'avènement de Henri V à la couronne. Vous prendrez d'ailleurs toutes les mesures qui vous concernent pour régler les formes du gouvernement pendant la minorité du nouveau roi. [...]
Vous communiquerez mes intentions au corps diplomatique, et vous me ferez connaître le plus tôt possible la proclamation par laquelle mon petit-fils sera reconnu roi sous le nom de Henri V. [...]
Je vous renouvelle, mon cousin, l'assurance des sentiments avec lesquels je suis votre affectionné cousin, 
[signé] Charles, Louis-Antoine. »
Un messager, porteur de cette lettre, arrive au Palais-Royal à onze heures du soir. Louis-Philippe, qui travaille dans son cabinet avec Dupin, convoque aussitôt son conseil de gouvernement, qui conclut qu'une abdication ne peut être reçue que par les chambres. À minuit, le duc d'Orléans répond à Charles X :
« Je fais déposer l'acte aux archives de la Chambre des pairs, et j'en ordonnerai la communication aux deux chambres aussitôt qu'elles seront constituées. Je suis avec un profond et respectueux attachement, Sire, de V.M. le très humble et très obéissant serviteur. »
Ce faisant, il enterre le règne virtuel d'« Henri V ». Par la suite, Louis-Philippe a invoqué trois raisons différentes pour avoir refusé de reconnaître la double abdication de Charles X et de son fils :
- les révolutionnaires ne voulaient plus des Bourbons et il était impossible de prétendre leur en imposer un, quel qu'il soit (« Je me serais fait chasser avec eux ») : de fait, Louis-Philippe, élevé au trône « quoique Bourbon », aura eu du mal à échapper lui-même à ce rejet[9] ;
- le jeune duc de Bordeaux aurait été sous l'influence de sa famille, en particulier sa mère, la fantasque duchesse de Berry ;
- enfin, la santé délicate du duc de Bordeaux (« À la moindre colique, on m'aurait accusé de l'avoir empoisonné »).

Néanmoins, pour ne pas être pris en défaut, Louis-Philippe a tenté, par l'intermédiaire de l'ambassadeur du Royaume-Uni, Charles Stuart (lord Rothesay), une dernière et étrange démarche vis-à-vis de Charles X, pour qu'il laisse le duc de Bordeaux seul en France. Un diplomate britannique, le colonel Caradoc, reçu le 3 août au Palais-Royal, est envoyé, porteur de ce message, auprès de Charles X qu'il rejoint le 7 août au Merlerault. Naturellement, Charles X, après avoir consulté la duchesse de Berry, refuse de laisser son petit-fils seul en France.

### La neutralité des puissances étrangères
Lorsque Thiers s'est rendu au château de Neuilly, le 30 juillet, pour convaincre le duc d'Orléans de prendre le pouvoir, il a eu une conversation avec la sœur du prince, Mademoiselle, qui lui a fait l'objection qu'il fallait éviter d'indisposer les puissances étrangères. Thiers lui a répondu que celles-ci, soulagées de voir la France échapper à la république, ne pourraient qu'approuver le changement de dynastie.
Le 1er août, par l'intermédiaire de la comtesse de Boigne, la duchesse d'Orléans reçoit une communication de l'ambassadeur de Russie à Paris, le comte Pozzo di Borgo, qui indique « qu'il est bien disposé pour le duc d'Orléans ». Le prince Paul de Wurtemberg, frère du roi de Wurtemberg Guillaume Ier et, surtout, beau-père du grand-duc Michel de Russie, lui dit qu'il est « absolument nécessaire » que les chambres proclament son mari roi et que « les puissances étrangères verraient une garantie de stabilité dans sa nomination ».
Vis-à-vis du Royaume-Uni, les relations s'annoncent au départ plus délicates en raison de la complaisance avec laquelle l'ambassadeur sir Charles Stuart s'est prêté à l'étrange mission de bons offices du colonel Caradoc : cet épisode lui vaut son rappel. Malgré cela, le Royaume-Uni sera l'une des premières puissances européennes à reconnaître la monarchie de Juillet, entraînant à sa suite l'Autriche et la Prusse.

### Le départ de Charles X vers l'exil
Les quatre commissaires désignés par le duc d'Orléans pour veiller au départ de Charles X et de sa famille sont envoyés à Rambouillet au matin du 2 août. Le roi n'accepte de recevoir que le duc de Coigny, et semble se refuser à envisager son départ et vouloir attendre à Rambouillet la proclamation de son petit-fils. Furieux, les trois commissaires désignés par Louis-Philippe rentrent à Paris. Odilon Barrot arrive au Palais-Royal à quatre heures du matin et fait réveiller le lieutenant général, à qui il rapporte que Charles X refusant de partir, il faut organiser une démonstration de force pour le contraindre à lever le camp. Aussitôt, Louis-Philippe ordonne à La Fayette de marcher sur Rambouillet.
Dans l'après-midi du 3 août, une troupe de dix à vingt mille hommes, revêtus des habits les plus divers, s'ébranle vers Rambouillet à bord de toute sorte de véhicules, sous les ordres du général Pajol et du colonel Jacqueminot, qui se lamente : « À la première volée de mitraille, ils foutront le camp comme des moineaux ! » Ils sont précédés par les trois commissaires Barrot, Maison et Schonen, chargés d'annoncer à Charles X ce qui l'attend s'il ne se décide pas à partir. Le roi interroge le maréchal Maison et, en appelant à sa parole de militaire, lui demande de lui dire combien d'hommes sont en marche. Quatre-vingt mille, ment le maréchal. Aussitôt, Charles X et sa suite quittent Rambouillet et se dirigent, par petites étapes, vers Cherbourg qu'ils n'atteindront que le 16 août.
Les « vainqueurs » de Rambouillet rentrent à Paris dans la soirée du 4 août à bord des carrosses de la couronne, sur lesquels ils ont mis la main, attelés à huit chevaux magnifiquement harnachés : « ils se sont entassés sur les banquettes, sur le siège, sur l'impériale, sur les marchepieds, partout, avec leurs armes de toute espèce, leur accoutrement bizarre, leur tête couverte de branches en formes de lauriers, hurlant à tue-tête La Marseillaise et La Parisienne. » Ils ramènent au Palais-Royal les diamants de la couronne, dont rien n'a été soustrait.
Prévenant, Louis-Philippe fait remettre à Charles X une somme de 600 000 francs, sortie de la caisse du Trésor public mais avec sa garantie personnelle, et ordonne aux commissaires d'entourer le roi déchu de toutes les marques de respect convenable et même d'empêcher que la cocarde tricolore soit arborée en sa présence.

## L'installation d'un nouveau régime
Le 3 août, le lieutenant général accorde, sur sa cassette personnelle, une pension de 1 500 francs à l'auteur de La Marseillaise, Rouget de Lisle. Il promeut au grade de sous-lieutenant tous les élèves de l'École polytechnique qui se sont battus durant les Trois Glorieuses et décerne des décorations aux étudiants des facultés de droit et de médecine qui s'y sont distingués. De manière plus contestable, il nomme le baron Pasquier, qui a servi tous les régimes précédents, à la présidence de la Chambre des pairs, accorde au duc de Chartres le droit de siéger à la Chambre des pairs et au duc de Nemours la grand-croix de la Légion d'honneur. Le 6 août, il décide que le coq gaulois ornera la hampe des drapeaux de la garde nationale.

### L'ouverture de la session parlementaire (3 août 1830)
Le 3 août, à une heure de l'après-midi, Louis-Philippe préside à la cérémonie d'ouverture solennelle de la session parlementaire, au Palais Bourbon où il se rend revêtu de l'uniforme de la Garde nationale et accompagné de son deuxième fils, le duc de Nemours, au son du canon des Invalides. Il s'assoit sur un tabouret à droite du trône, et son fils, symétriquement, à gauche de celui-ci. Visiblement ému, il commence à lire son discours d'une voix sourde, sans même attendre que le canon se soit tu, malgré tout acclamé par la majorité des députés et pairs présents. Le discours est l'œuvre de Louis-Philippe, mais il a été revu par Guizot et Dupin. Il fait de la volonté de maintenir la Charte la cause principale de la révolution et son ultime leçon, ce qui ne peut que déplaire aux révolutionnaires les plus ardents. « Tous les droits, affirme-t-il, doivent être solidement garantis, toutes les institutions nécessaires à leur plein et libre exercice doivent recevoir les développements dont elles ont besoin. Attaché de cœur et de conviction aux principes d'un gouvernement libre, j'en accepte d'avance toutes les conséquences. » Louis-Philippe énumère ensuite les réformes qu'il entend réaliser et qui reprennent pour l'essentiel celles énoncées dans la proclamation des députés du 31 juillet : organisation des gardes nationales, application du jury aux délits de presse, formation des administrations départementales et municipales, interprétation de l'article 14 de la Charte. Aucune de ces réformes, même la dernière, ne suppose stricto sensu de révision constitutionnelle. Le lieutenant général conclut en communiquant aux Chambres l'abdication de Charles X et la renonciation de son fils. Cette nouvelle ne manque pas d'inquiéter tous ceux qui espèrent un véritable changement de régime, car elle laisse entrevoir le strict maintien de la Charte au prix d'une simple succession dynastique faisant passer la couronne d'une branche à une autre d'une même famille.

### La révision de la Charte de 1814
Dans la soirée du 3 août, plusieurs députés mécontents, se retrouvent chez le journaliste Cauchois-Lemaire. Bérard propose « d'en finir avec l'ancienne dynastie, d'en créer une nouvelle, d'établir les conditions constitutionnelles auxquelles elle devrait son existence ». Rentré chez lui, il rédige dans la nuit un projet qu'il soumet, dès le matin, à Dupont de l'Eure et Laffitte. Il y affirme que : « Un pacte solennel unissait le peuple français à son monarque ; ce pacte vient d'être brisé. Les droits auxquels il avait donné naissance ont cessé d'exister. Le violateur du contrat ne peut, à aucun titre, en réclamer l'exécution. » À la tête de l'État, il propose de placer le duc d'Orléans parce qu'il est « ami des institutions constitutionnelles » mais souhaite « établir les conditions auxquelles il obtiendra le pouvoir ». En plus de celles que Louis-Philippe a lui-même avancées, il cite la responsabilité des ministres et des agents secondaires de l'administration, le statut légal des militaires, la réélection des députés nommés à des fonctions publiques, l'égalité des cultes devant la loi, l'interdiction des troupes étrangères dans l'armée nationale, l'abolition de la noblesse, l'initiative des lois accordée aux chambres, la suppression du double vote, l'abaissement de l'âge et du cens électoral, la reconstitution totale de la pairie. La plupart de ces réformes supposent une révision constitutionnelle.
Ce sont en réalité deux conceptions constitutionnelles qui s'opposent fondamentalement :
- D'un côté, pour Bérard et les révolutionnaires modérés du centre gauche, le coup de force de Charles X a rendu caduque la Charte de 1814[25]. Les Trois Glorieuses marquent une discontinuité historique au terme de laquelle doit être fondé un nouveau régime, régi par une nouvelle constitution et avec à sa tête une nouvelle dynastie. Dans cette interprétation, Louis-Philippe est roi « quoique Bourbon » et il doit régner sous le nom de Louis-Philippe Ier.
- De l'autre côté, selon Guizot, le duc de Broglie et les doctrinaires, les Trois glorieuses ont eu pour origine la volonté de rétablir la Charte, violée par Charles X. Ce dernier parti, la Charte de 1814 est pleinement restaurée et la couronne doit être dévolue selon les règles dynastiques. Dès lors, Louis-Philippe, bénéficiant d'une « quasi-légitimité »[26], est roi « parce que Bourbon » et doit régner sous le nom de Philippe VII[27]. « Il n'y a pas eu de révolution, résume Casimir Perier, il y a eu un simple changement dans la personne du chef de l'État. »[28]

La portée politique de ce débat est résumée par un bref échange entre Guizot et Bérard le 6 août, peu avant d'entrer en séance à la Chambre :
– Vous aviez voulu, dit Bérard, faire de la légitimité ; moi je suis entré dans le vrai en faisant de l'usurpation.
– Vous avez le plus grand tort, répond Guizot, on ne vous le pardonnera pas.
– Je ne sais si on me le pardonnera, mais ce que je sais, c'est que, grâce à moi, on montera sur un trône dont, avec votre manière de faire, on aurait pu être exclu pour toujours<.
Dans la matinée du 4 août, le Conseil des ministres examine la proposition de Bérard. Louis-Philippe affiche sa bienveillance, et charge Broglie et Guizot de préparer une révision de la Charte. Une fois le conseil terminé, les ministres disent à Bérard qu'il y sera appelé lorsque le sujet de la révision y sera délibéré. Cette délibération se tient en fin d'après-midi le 4 et dans la journée du 5, mais Bérard n'est pas convié. Celui-ci s'en plaint à Guizot en agitant la menace que représentent les projets, beaucoup plus radicaux, des républicains ; d'ailleurs, dès le lendemain, Guizot reçoit des mains de Boinvilliers, qui lui est amené par Girod de l'Ain, les conditions des républicains : constitution républicaine sous forme de monarchie, déclaration des droits, ratification de la constitution par les citoyens, dissolution de la Chambre qui vient de se réunir et reconquête par la guerre de la « frontière naturelle » du Rhin. Le 6 au matin, Guizot peut remettre à Bérard le projet de révision de la Charte qu'il a élaboré avec le duc de Broglie, dans lequel il a ajouté de son propre mouvement, sans l'aveu de son corédacteur, une disposition annulant les nominations de pairs faites par Charles X.
À la Chambre des députés, dans la matinée du 6 août, le débat s'engage sur la proposition de Bérard. Il va durer deux jours, tandis que les manifestants républicains cernent le Palais Bourbon, difficilement contenus par La Fayette et Benjamin Constant. L'opposition des républicains se focalise sur la question, essentielle pour l'équilibre du régime, de l'hérédité de la pairie. Au Conseil des ministres du 7 août au matin, Guizot demande à Louis-Philippe si, en cas d'émeute, il autoriserait l'emploi de la force publique ; le lieutenant général répond, sans hésiter, par la négative. Aussi le Conseil adopte-t-il une solution de moyen terme : la révision de l'article 27 de la Charte sera renvoyée à la session de 1831. En définitive, la Chambre adopte un texte qui reprend pour l'essentiel la proposition de Bérard.
Le projet adopté par les députés commence par invoquer la violation de la Charte et le départ de Charles X et de la famille royale hors de France pour déclarer le trône vacant en fait et en droit, en passant sous silence les abdications de Rambouillet. Le préambule de la Charte de 1814 est abrogé comme blessant la dignité nationale en paraissant octroyer aux Français des droits qui leur appartiennent essentiellement. Suivent d'amples modifications de la Charte. La conclusion du texte met en exergue le caractère contractuel de la nouvelle charte, à la différence de la précédente, concession unilatérale du roi. C'est un engagement synallagmatique qui est proposé au duc d'Orléans, qui tiendra en réalité sa souveraineté de la Chambre des députés, c'est-à-dire de la volonté populaire :
« Moyennant l'acceptation de ces dispositions et propositions, la Chambre des députés déclare enfin que l'intérêt universel et pressant du peuple français appelle au trône S.A.R. Louis-Philippe d'Orléans, duc d'Orléans, et ses descendants à perpétuité, de mâle en mâle, par ordre de primogéniture. [...] En conséquence, S.A.R. [...] sera invitée à accepter et à jurer les clauses et engagements ci-dessus énoncés, l'observation de la Charte constitutionnelle et des modifications indiquées, et, après l'avoir fait devant les chambres assemblées, à prendre le titre de roi des Français. »
Le 7 au soir, après avoir notifié leur vote à la Chambre des pairs, les députés, conduits par leur vice-président, Jacques Laffitte, se rendent au Palais-Royal. Dans le salon des Batailles, Louis-Philippe, entouré de sa famille, écoute avec émotion la lecture de la proclamation de la Chambre et, dans sa réponse, la juge « conforme aux principes politiques [qu'il a] professés toute [sa] vie ». Après avoir affirmé qu'il n'a jamais brigué la couronne et lui aurait préféré la tranquillité de sa vie de famille, il conclut en affirmant qu'un sentiment l'emporte toutefois sur tous les autres, l'amour de son pays : « Je sens ce qu'il me prescrit et je le ferai. » Cette péroraison, dite avec des larmes dans les yeux, suscite une ovation : « Vive le roi ! Vive la reine ! Vive la famille royale ! » Louis-Philippe embrasse Laffitte, La Fayette lui serre le bras. Au-dehors, la foule scande le nom du prince, qui paraît au balcon sous les acclamations, suivi par la duchesse d'Orléans avec ses enfants. « Le peuple, observe Cuvillier-Fleury, paraissait enchanté d'avoir un roi, et surtout de l'avoir fait lui-même. »
Au Palais du Luxembourg, les pairs ne peuvent que constater leur absence de prise sur le cours des événements. Chateaubriand fait un magnifique discours dans lequel il se prononce en faveur de Henri V et contre le duc d'Orléans. Par 89 voix sur 114 présents (sur les 308 pairs ayant voix délibérative), la Chambre haute adopte la déclaration des députés avec un léger changement concernant les nominations de pairs faites par Charles X, pour lesquelles elle s'en remet à la haute prudence du prince lieutenant général.

### L'intronisation de Louis-PhilippeIer, roi des Français
Les modalités de la cérémonie d'intronisation du nouveau roi sont arrêtées le dimanche 8 août :
- Louis-Philippe voudrait régner sous le nom de Philippe VII. Cette position est défendue avec ardeur par la duchesse d'Orléans et soutenue par les doctrinaires, partisans de la continuité entre la Restauration et la monarchie de Juillet (V. supra). Mais elle est rejetée par les révolutionnaires modérés et, a fortiori, par les républicains. Ceux-ci obtiennent gain de cause, grâce à l'appui de La Fayette : le nouveau roi portera donc le nom de Louis-Philippe Ier.
- Les expressions « Par la grâce de Dieu... » et « L'an de grâce... », quoique défendues par le duc de Broglie, sont écartées comme trop réminiscentes de l'Ancien Régime et mal accordées au nouveau dogme de la souveraineté nationale, source de la légitimité de la nouvelle monarchie ; il en va de même du terme de « sujets », remplacé par celui de « concitoyens »[39].
- Pour les armoiries, la gauche voudrait que Louis-Philippe renonce aux fleurs de lys des armes de France. Mais le roi refuse catégoriquement. Il ne prend pas les pleines armes de France que portait Charles X, mais conserve celles de la maison d'Orléans, de France au lambel d'argent, qui figureront désormais sur le sceau officiel de l'État[40].

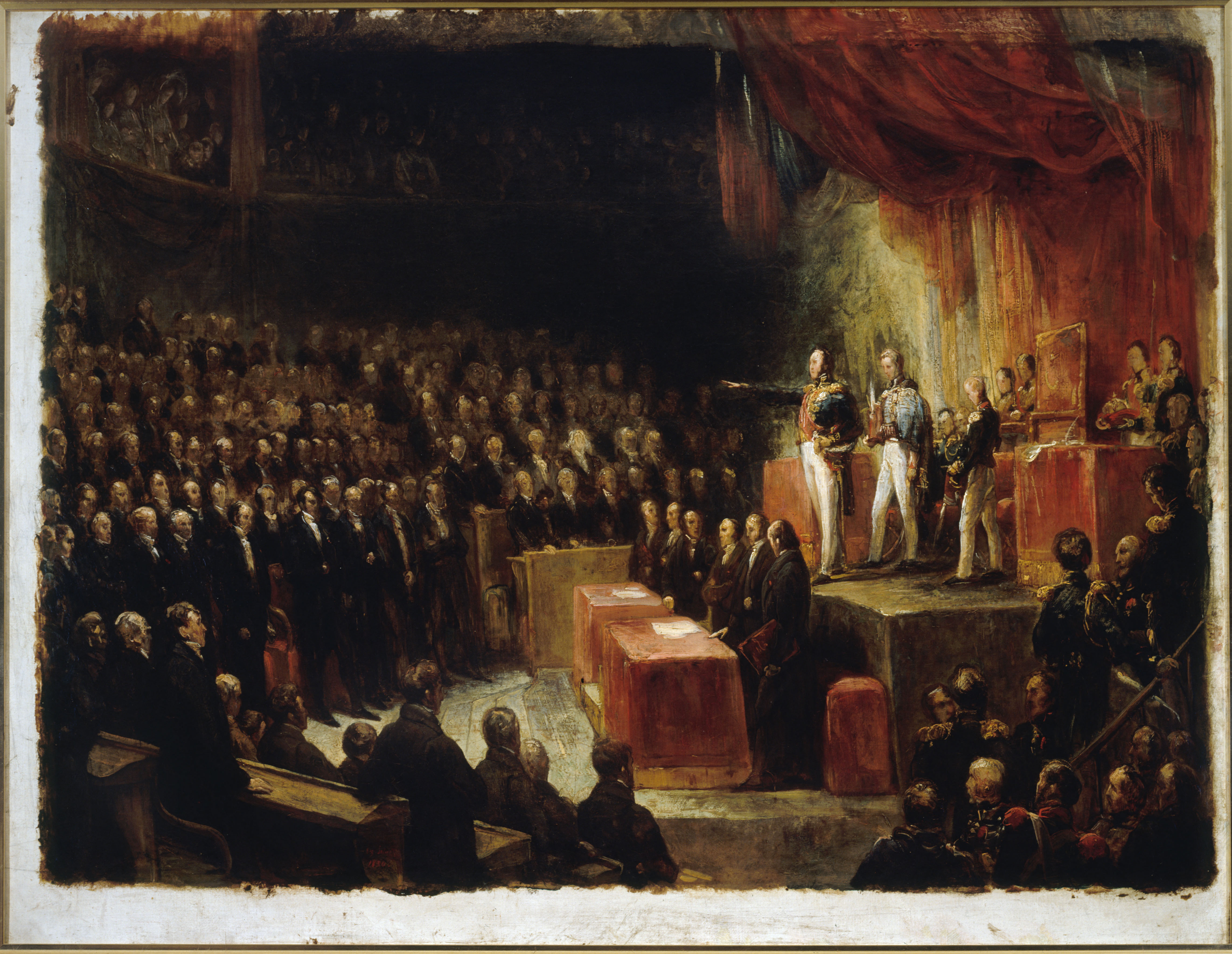
Louis-Philippe prêtant serment devant les Chambres, le 9 août 1830 d'Ary Scheffer, musée Carnavalet.

La cérémonie de proclamation officielle de la monarchie de Juillet se déroule le 9 août 1830 au Palais Bourbon, dans la salle provisoire des délibérations de la Chambre des députés, pavoisée de drapeaux tricolores. Trois tabourets ont été placés devant le trône, à côté duquel sont disposés, sur des coussins, les quatre symboles de la royauté : la couronne, le sceptre, le glaive et la main de justice. Dans l'hémicycle, on a installé à droite les quelque quatre-vingt-dix pairs présents, en costume de ville, à la place des députés légitimistes qui boudent la cérémonie, tandis que le centre et la gauche sont occupés par les députés. Aucun des diplomates accrédités à Paris ne paraît dans les tribunes réservées au corps diplomatique.
À deux heures de l'après-midi, Louis-Philippe, escorté de ses deux fils aînés, le duc de Chartres et le duc de Nemours, paraît sous les acclamations. Tous trois sont en uniforme, sans autre décoration que le grand cordon de la Légion d'honneur. Le duc d'Orléans salue l'assemblée et prend place sur le tabouret central, devant le trône, ayant ses fils de part et d'autre puis, ayant fait asseoir, il se couvre, conformément aux anciens usages monarchiques. Le président de la Chambre des députés, Casimir Perier, donne lecture de la déclaration du 7 août, après quoi le président de la Chambre des pairs, le baron Pasquier, apporte l'acte d'adhésion de la chambre haute. Louis-Philippe déclare alors accepter sans restriction ni réserve « les clauses et engagements [de ces deux actes] [...] et le titre de roi des Français » et qu'il est prêt à jurer de les observer. Le garde des sceaux, Dupont de l'Eure, lui présente la formule de serment, inspirée de celle de 1791, que Louis-Philippe, se découvrant et levant la main droite, prononce d'une voix forte :
« En présence de Dieu, je jure d'observer fidèlement la Charte constitutionnelle, avec les modifications exprimées dans la déclaration ; de ne gouverner que par les lois ; de faire rendre bonne et exacte justice à chacun selon son droit, et d'agir en toutes choses dans la seule vue de l'intérêt, du bonheur et de la gloire du peuple français. »
L'assemblée acclame alors le nouveau roi tandis que trois maréchaux et un général d'Empire viennent lui présenter les attributs de la royauté : la couronne pour Macdonald, le sceptre pour Oudinot, le glaive pour Mortier et la main de justice pour Molitor. Montant sur le trône, Louis-Philippe s'y assoit et prononce un bref discours avant de rentrer au Palais-Royal en compagnie de ses fils, sans escorte et en distribuant force poignées de main sur le chemin.
Suscitant l'enthousiasme des partisans du nouveau régime, la cérémonie est l'objet des sarcasmes de ses adversaires. Elle marque le point de départ officiel de la monarchie de Juillet : en une dizaine de jours, l'insurrection populaire a donc été confisquée au profit du duc d'Orléans par Thiers, Laffitte et leurs amis, avec la bénédiction de La Fayette. Le nouveau régime, fruit d'un compromis bâtard, mécontente aussi bien les républicains, qui lui reprochent son absence de ratification populaire, que les légitimistes, qui n'y voient qu'une usurpation. Mais, au fond, la monarchie de Juillet n'est pas si mal accordée à l'état de l'opinion. Le peuple qui s'est révolté contre les Bourbons ne l'a pas fait pour établir la république, et la petite poignée d'activistes qui a attisé l'incendie le sait bien ; il s'est soulevé aiguillonné avant tout, comme l'a bien vu Thiers, par la haine du « parti prêtre », que Charles X et Polignac avaient paru installer au pouvoir. Quant à la bourgeoisie des villes et aux anciennes notabilités de l'Empire, ils ont cherché, à la faveur du mouvement, à prendre leur part d'un pouvoir qu'ils jugeaient de plus en plus confisqué, sous la Restauration, au profit d'une aristocratie réduite à sa fraction ultra. De ce double point de vue, la monarchie de Juillet, qui s'affiche résolument laïque et va faire la part belle à la bourgeoisie, répond aux aspirations du pays.

### Sources
- Guy Antonetti, Louis-Philippe, Paris, Librairie Arthème Fayard, 2002 (ISBN 2-213-59222-5).
- José Cabanis, Charles X, roi ultra, Paris, Gallimard, 1973